# Stoycho Mladenov
Pour les articles homonymes, voir Mladenov.
Stoycho Mladenov (né le 12 avril 1957 à Dimitrovgrad, est un footballeur bulgare et un entraîneur de football.
Il a joué la Coupe du monde de football 1986 au Mexique avec l'Équipe de Bulgarie de football.

## Palmarès

### Palmarès de joueur
- CSKA Sofia 
  - Championnat de Bulgarie de football (4): 1980, 1981, 1982, 1983

- CF Belenenses 
  - Coupe du Portugal de football (1): 1989

### Palmarès d'entraîneur
- CSKA Sofia
  - Championnat de Bulgarie (2) : 2003 et 2008.
  - Vice-champion de Bulgarie en 2014

- Kaysar Kyzylorda
  - Coupe du Kazakhstan (1) : 2019.
  - Finale de la Supercoupe du Kazakhstan (1) : 2020

### Distinctions individuelles
- Meilleur buteur du Championnat de Bulgarie de football: 21 buts 1978